# Municipio 11 Revere Rice Cove
El municipio 11 Revere Rice Cove (en inglés: Township 11 Revere Rice Cove) es un municipio ubicado en el  condado de Madison en el estado estadounidense de Carolina del Norte. En el año 2010 tenía una población de 390 habitantes.

## Geografía
El municipio 11 Revere Rice Cove se encuentra ubicado en las coordenadas 35°54′12.98″N 82°41′58.65″O / 35.9036056, -82.6996250.